# Dywizja Piechoty Mielau
Dywizja Piechoty Mielau – niemiecka dywizja szkieletowa z czasów II wojny światowej, sformowana 27 stycznia 1944 r. na poligonie Mielau (Mława). 26 marca pododdziały jednostki wchłonęła wykrwawiona 214 Dywizja Piechoty, sztab wykorzystano 26 czerwca 1944 r. do utworzenia 59 Dywizji Piechoty na poligonie Gross Born.

## Struktura organizacyjna
- pułk grenadierów Mielau 1
- pułk grenadierów Mielau 2
- batalion artylerii Mielau
- batalion inżynieryjny Mielau

## Dowódca
- generał major Walter Sauvant[1]